# Hemerobius punctatus
Hemerobius punctatus is een insect uit de familie van de bruine gaasvliegen (Hemerobiidae), die tot de orde netvleugeligen (Neuroptera) behoort. 
Hemerobius punctatus is voor het eerst wetenschappelijk beschreven door Turton in 1802.